# 香石蒜
香石蒜（学名：Lycoris incarnata）是石蒜科石蒜属的植物，是中国的特有植物。分布于中国大陆的湖北、云南等地，多生在山坡，目前尚未由人工引种栽培。